# Constitutions égidiennes

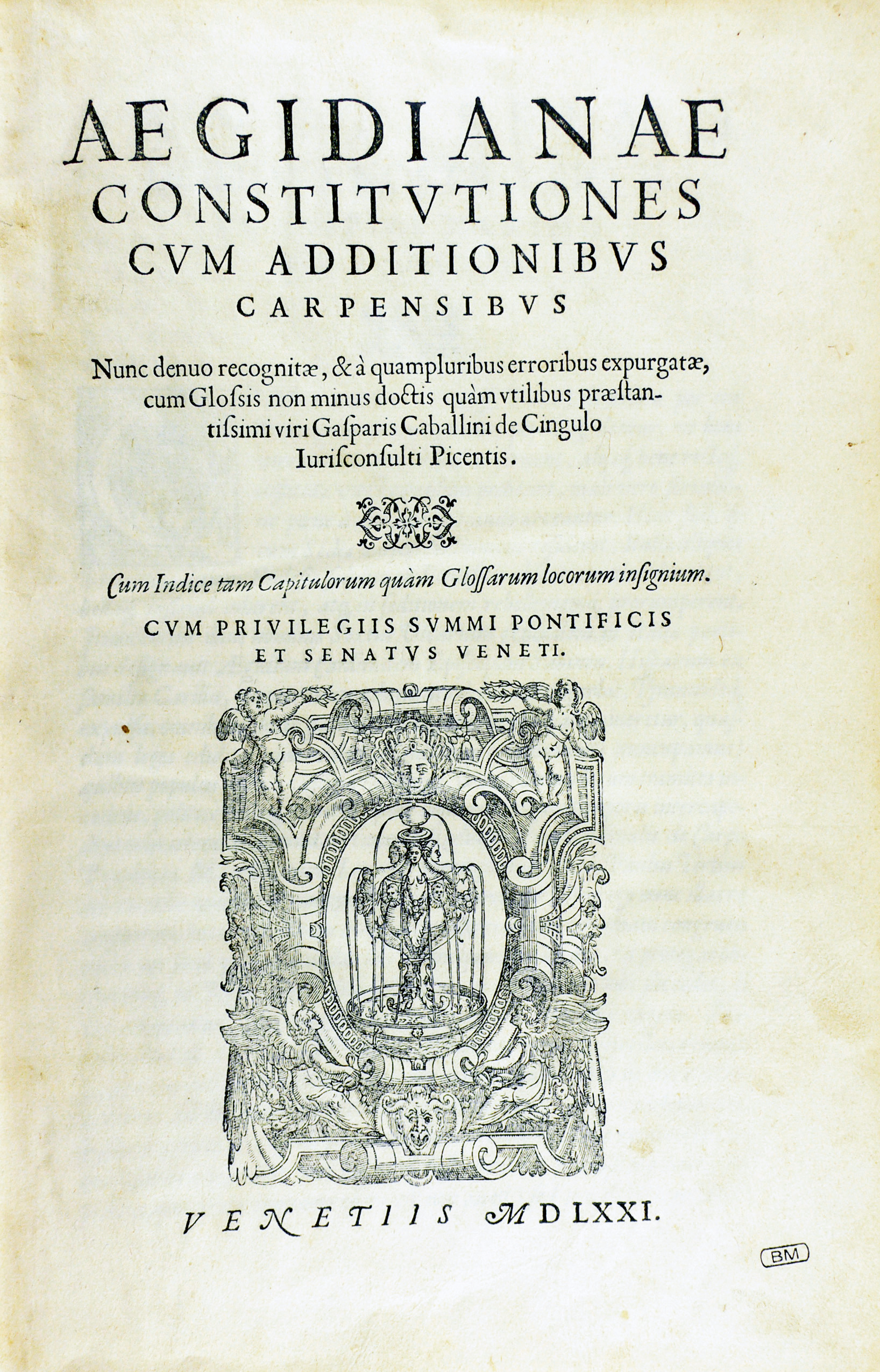
Aegidianae Constitutiones, 1571.

Les Constitutions égidiennes ou plus exactement les « Constitutiones Sanctæ Matris Ecclesiæ » sont un recueil de lois, divisé en six livres, concernant les États pontificaux, promulgué à Fano, à l'occasion d'un parlement convoqué par le cardinal Egidio Albornoz, légat et vicaire général des États pontificaux, le 29 avril 1357.

## Historique
Ces Constitutions, en vigueur de 1357 à 1816, outre qu'elles rappellent les dispositions déjà établies par les pontifes, éclaircissent les rapports avec les vassaux et règlementent les questions juridiques internes et avec les États étrangers.
Elles fournissent, en outre, une nouvelle organisation territoriale de l'état, qui est divisé en cinq provinces : 
- Campagne et Maritime
- Duché de Spolète
- marche d'Ancône
- Patrimoine de Saint Pierre
- Romagne

Chaque province est confiée à un gouverneur nommé par le pape, il est doté de larges pouvoirs  dans les domaines politiques, administratifs, financiers, juridiques et militaires mais il restait soumis à l'autorité suprême de légat pontifical.
Le gouverneur est chargé de nommer pour sa province un conseil de sept juges chargés de lutter contre la corruption, chacun d’entre eux devant venir d'une province autre que celle dans laquelle ils sont amenés à exercer.

De même, le gouverneur nomme le chef des forces armées de sa province, mais celui-ci ne doit pas faire partie de sa famille.